# Jasmyne Spencer
Jasmyne Spencer (* 27. August 1990 in Bay Shore, New York) ist eine US-amerikanische Fußballspielerin, die seit der Saison 2022 beim NWSL-Teilnehmer Angel City FC unter Vertrag steht.

## Karriere
In der Saison 2012 spielte Spencer zunächst für den WPSL-Elite-Teilnehmer New York Fury, ehe sie im Sommer 2012 nach Dänemark zu Brøndby IF wechselte. Für Brøndby lief sie auch in zwei Spielen der UEFA Women’s Champions League auf.
Spencer wurde Anfang 2013 beim sogenannten Supplemental-Draft zur neugegründeten NWSL in der vierten Runde an Position 27 von den Boston Breakers verpflichtet, jedoch noch vor dem ersten Saisonspiel nach Washington transferiert. Ihr Ligadebüt gab sie dort am 20. April 2013 gegen Western New York Flash als Einwechselspielerin. Nach Ende der NWSL-Saison wechselte sie bis zum Jahresende 2013 auf Leihbasis zum zyprischen Champions-League-Teilnehmer Apollon Limassol.
Im März 2014 nahm Spencer an einem Probetraining der Western New York Flash teil und wurde im Anschluss fest verpflichtet. Im Herbst 2014 und 2015 wechselte sie jeweils für einige Monate zum australischen Erstligisten Sydney FC. Zur Saison 2016 schloss sie sich der neugegründeten Franchise der Orlando Pride an. Nach ihrer ersten Saison in Orlando wurde sie im Oktober 2018 an den australischen Verein Canberra United ausgeliehen, kehrte nach dem Ende der Saison aber zurück. Nach einer weiteren Saison in Orlando erfolgte der Sprung vom Südosten in den Nordosten zum Seattle Reign FC. Auch hier verbrachte sie den Nordwinter wieder auf Leihbasis auf der Südhalbkugel, diesmal beim Melbourne City FC und kehrte nach dem Ende der Saison in Australien wieder zurück. Im ersten Spiel der Saison 2019  zog sie sich einen Kreuzbandriss zu, so dass sie für den Rest der Saison ausfiel. Die Saison 2020  fiel dann der COVID-19-Pandemie zum Opfer. Zur Saison 2021 wechselte sie zu Houston Dash und zur Saison 2022  zum neuen NWSL-Teilnehmer Angel City FC.